# Medborgarplatsen
För tunnelbanestationen, se Medborgarplatsen (tunnelbanestation).

Medborgarplatsen, ibland förkortad Medis, tidigare Södra Bantorget, är ett stort torg och en tunnelbanestation med samma namn i stadsdelen Södermalm i Stockholms innerstad.

## Geografi
Torget ligger väster om Götgatan på Södermalm i Stockholm och är ett livligt nöjestorg med många uteserveringar sommartid. Här ligger Medborgarhuset och Göta Arkhuset, som är Södermalms stadsdelsförvaltnings hemvist. Närmast torget vid Götgatan 48 ligger Lillienhoffska palatset från 1600-talet.
Torget gränsar till Södra Stationsområdet med bland annat Bofills båge samt Södermalms saluhall, som öppnade sina portar i september 1992. I byggnaden finns även Filmstaden Söder. På östra sidan Götgatan finns Björns trädgård och Stockholms moské, tidigare Katarinastationen en omformarstation för Stockholms elektricitetsverk ombyggd till moské 1999 och invigd sommaren 2000.

## Historik
Medborgarplatsens tillkomst berodde på järnvägens framdragande och anläggningen av Södra station i slutet av 1850-talet. Då planerades och utlades ett torg, där man skulle saluföra med järnvägen ankommande lantmannaprodukter. Det fick 1876 namnet Södra Bantorget, namnmässigt en pendang till Norra Bantorget på Norrmalm. På platsen för Södra Bantorget fanns tidigare sjön Fatburen.
I samband med att man uppförde Medborgarhuset byggde man om torget, och 1936 föreslogs även en namnändring på torget till Medborgarplatsen. Sedan 17 december 1940 bär torget sitt nuvarande namn, och blev därmed det enda torget i Stockholm som har ordet plats i namnet. Norra Bantorget behöll dock sitt namn.

## Övrigt

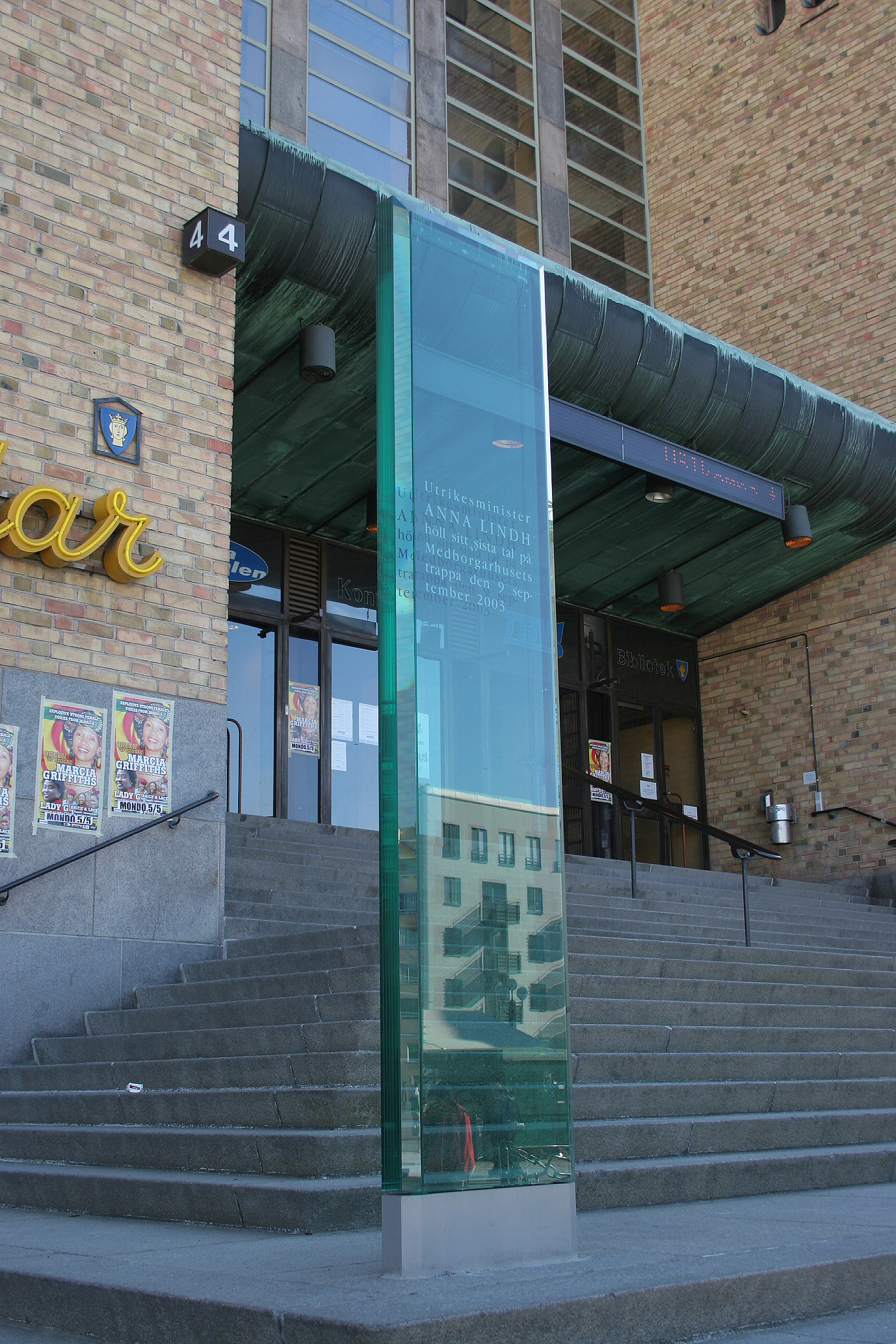
Glasmonumentet över Anna Lindh.

På torget, invid Medborgarhusets trappa, står ett monument i glas formgiven av Leif Bolter och uppfört till minne av Anna Lindh. Här höll utrikesministern sitt sista tal 9 september 2003 innan hon knivhöggs dagen efter den 10 september och avled 11 september. Monumentet restes på årsdagen efter talet den 9 september 2004. På torget står även Göran Strååts uppnosiga skulptur Kasper. Tidigare stod även Stefan Thoréns Gryning på Medborgarplatsen, men den flyttades 2003 till Brunkebergstorg.
Medborgarplatsen används ofta som utgångspunkt för demonstrationer.
Under Medborgarplatsen finns en stor bilparkering.